# Nowa Synagoga w Timișoarze

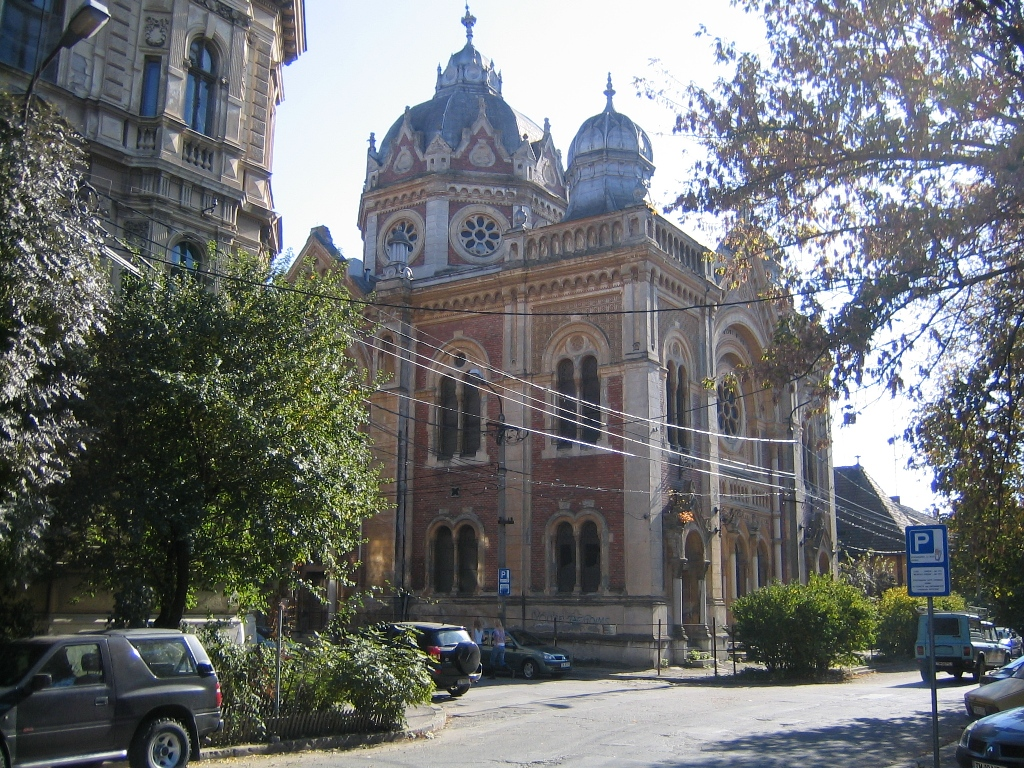
Gmach synagogi

Nowa Synagoga w Timișoarze (rum. Sinagoga Nouă, Sinagoga din Fabric) – synagoga znajdująca się w Timișoarze, w dzielnicy Fabric, przy ulicy Coloniei 2.
Synagoga została zbudowana w latach 1895–1899, według projektu węgierskiego architekta Lipóta Baumhorna w stylu mauretańsko-neoromańskim. Obecnie synagoga pozostaje opuszczona, w stanie lekko zniszczonym i nie pełni funkcji kultowych. Wkrótce rozpoczną się prace renowacyjne.
Najbardziej charakterystycznymi elementami budowli są liczne wieże z kopułami oraz największa kopuła znajdująca się bezpośrednio nad główną salą modlitewną.